# Харьковский женский медицинский институт
Харьковский женский медицинский институт  (ХЖМИ) — частное высшее учебное заведение Российской империи, организованное по инициативе Харьковского медицинского общества (ХМО).

## История института
Проект устава женского медицинского института был принят на заседании правления Харьковского медицинского общества 4 (17) августа 1910 года.
Занятия в институте начались 1 (14) ноября 1910 года. В первый год существования института в нем насчитывалось около 1000 слушательниц: на первый курс было зачислено 417 женщин, на второй — 242, на третий — 296.
Директором нового медицинского института Министерство народного просвещения утвердило профессора В. Я. Данилевского. На заседании совета преподавателей ЖМИ заместителем директора был избран профессор А. Д. Чириков. К середине ноября 1910 года все кафедры института были укомплектованы квалифицированными преподавателями, в основном профессорами и приват-доцентами медицинского и физико-математического факультетов Харьковского университета. Поскольку институт был частным учебным заведением, его преподаватели не имели таких прав, как преподаватели казённых высших школ, в том числе, занимая профессорскую должность, не имели права на звание профессора.
17 (30) октября 1912 года В. Я. Данилевского на должности директора института сменил профессор Харьковского университета С. А. Попов.
В связи с начавшейся Первой мировой войны, осенью 1914 года был произведен ускоренный выпуск. Институт окончили 268 слушательниц, большая часть из которых отправилась в земские госпитали и лазареты, открытые для раненных и больных воинов. Многие слушательницы старших курсов обратились к директору с просьбой ходатайствовать о предоставлении им мест в отрядах для помощи раненым. 80 слушательниц института, уже получивших выпускные свидетельства, обратились к попечителю учебного округа с ходатайством об отсрочке государственных экзаменов, поскольку они хотели немедленно прийти на помощь родине. В составе отрядов фельдшериц и сестер милосердия отправилось на фронт много слушательниц четвёртого и пятого курсов. 
В 1915 году на первый курс института было принято 350 слушательниц, из более тысячи подавших заявления, а затем еще 300 студенток на параллельный курс, о разрешении на открытие которого ходатайствовало руководство института. Осенью 1916 года, когда также был организован параллельный курс, в институт поступило 800 слушательниц. 
Ходатайство о предоставлении институту прав казённых учебных заведений было частично удовлетворено Министерством просвещения (1916). Большой группе преподавателей института (заведующих кафедрами), бывших одновременно приват-доцентами университета, было присвоено звание профессора. Получили его крупные ученые, давно завоевавшие авторитет в отечественной и зарубежной науке: Д. П. Гринёв, В. П. Воробьёв, И. В. Кудинцев, Е. П. Браунштейн, С. Н. Давиденков, В. В. Фавр и другие, всего 18 преподавателей.
За годы своего существования институт выпустил около 2000 женщин-врачей.